# Bajke in povesti o Gorjancih
Bajke in povesti o Gorjancih je napisal pisatelj Janez Trdina. Prvič so izhajale v Ljubljanskem zvonu med letoma 1882 in 1888. V knjižni izdaji pa so izšle v 5 knjigah, od leta 1905 do leta 1908.

### Janez Trdina
Rodil se je leta 1830 v Mengšu, umrl pa je leta 1905 v Novem mestu. Po poklicu je bil zgodovinar ter učitelj zemljepisa in zgodovine. Deloval je v literarnem obdobju od romantike do realizma, tj. po Prešernu. Njegovo najbolj znano pisateljsko delo so Bajke in povesti o Gorjancih.

### Bajke(nasplošno)
Bajke pripovedujejo o starih verovanjih, bogovih ter polbogovih, naravnih silah, junakih... Na ta način so si ljudje razlagali naravne pojave, na katere niso imeli vpliva. V bajkah se opisujejo dogotki breh primere; so neponovljivi, veličastni in vzbujajo grozo; nebi se mogli zgoditi navadnim smrtnikom, in po navadi imajo tragičen konec.

### Nauk zgodb
Dobrota je nagrajena, slabo pa je kaznovano; npr. v bajki Cvetnik: ko Elija pomaga popotnikoma (ki sta v resnici Jezus Kristus ter njegov učenec), mu za nagrado podarita "nebeški raj".

### Vsebina
1. poglavje: Cvetnik
2. poglavje: Velikani
3. poglavje: Gospodična
4. poglavje: Ukleti grad
5. poglavje: Rajska ptica
6. poglavje: Ptica Zlatoper
7. poglavje: Vila
8. poglavje: Gluha loza
9. poglavje: Volkodlak
10. poglavje: Divji mož, hostni mož, hostnik
11. poglavje: Jutrovica
12. poglavje: Kresna noč
13. poglavje: Sveti Feliks I
14. poglavje: Sveti Feliks II
15. poglavje: Puščavnik Feliks
16. poglavje: Gorska deklcia
17. poglavje: Barabaš
18. poglavje: Zagovorniki
19. poglavje: Peter in Pavel
20. poglavje: Pod hruško
21. poglavje: Gospod vedež
22. poglavje: Doktor Prežir
23. poglavje: Gospodična cizara
24. poglavje: Hobotnica
25. poglavje: Puščavnik Florče
26. poglavje: Puščavnik Dorče
27. poglavje: Zakleti oreh
28. poglavje: Doktor Benk
29. poglavje: Narodna blagajnica
30. poglavje: Zaklad
31. poglavje: Razodetje